# Cornelius Boza Edwards
Cornelius Boza Edwards (ur. 27 maja 1956 w Kampali) – ugandyjski bokser, zawodowy mistrz świata kategorii junior lekkiej.
Jako amator miał wystąpić w reprezentacji Ugandy na igrzyskach olimpijskich w 1976 w Montrealu, ale Uganda, podobnie jak wiele innych państw afrykańskich, wycofała się z igrzysk w proteście przeciw udziałowi drużyny rugbystów Nowej Zelandii w meczu na terytorium Południowej Afryki. Boza Edwards miał walczyć w wadze piórkowej, a pierwszym przeciwnikiem miał być Leszek Kosedowski.
Boza Edwards rozpoczął karierę boksera zawodowego w 1976, mieszkając i walcząc w Wielkiej Brytanii. Spośród pierwszych 28 walk przegrał tylko jedną (na skutek kontuzji łuku brwiowego). W kolejnej zmierzył się 9 sierpnia 1980 w Atlantic City z byłym (i przyszłym) mistrzem świata Alexisem Argüello, którą przegrał przez poddanie przez sekundanta w 8. rundzie.
8 marca 1981 w Stockton został mistrzem świata organizacji WBC w wadze junior lekkiej (superpiórkowej) po jednogłośnym zwycięstwie na punkty nad Rafaelem „Bazooka” Limónem. Obronił tytuł 30 maja tego roku w Las Vegas, wygrywając przez poddanie w 13. rundzie z Bobbym Chaconem. Kolejna obrona nie była udana, ponieważ Rolando Navarrete znokautował go w 5. rundzie 29 sierpnia 1981 w Viareggio.  
Boza Edwards został mistrzem Europy (EBU) w kategorii junior lekkiej, gdy pokonał Carlosa Hernándeza przez poddanie w 4. rundzie 17 marca 1982 w Londynie, jednak nigdy nie bronił tego tytułu.
15 maja 1983 w Caesars Palace w Las Vegas stoczył rewanżową walkę z ówczesnym mistrzem świata WBC w wadze junior lekkiej Bobbym Chaconem (tytuł mistrzowski nie był stawką pojedynku), lecz przegrał ją po 12 rundach na punkty. Została ona uznana za walkę roku przez czasopismo „The Ring”. Boza Edwards przegrał również na punkty z Rockym Lockridgem 9 września tego roku.
Po wygraniu kilku następnych pojedynków Boza Edwards ponownie dostał szansę walki o tytuł mistrza świata WBC, tym razem w kategorii lekkiej, ale 26 września 1986 w Miami Beach Héctor Camacho pokonał go na punkty. Boza Edwards przegrał również walkę o mistrzostwo świata z następcą Camacho José Luisem Ramírezem 10 października 1987 w Paryżu przez nokaut w 5. rundzie. Po tej walce zakończył zawodowe uprawianie boksu.
Według stanu na 2015 mieszkał w Stanach Zjednoczonych. Był m.in. asystentem trenera Floyda Mayweathera Jra.